# Список населённых пунктов Избасканского района
- Пойтуг-Азиз
- Мойгир
- Жонобод
- Кушкуприк
- Турткул
- Ботиробод
- Яккатут
- Тураобод
- Арабкишлок
- Каралпак
- Янгкишлок
- Элатан
- Наврузобод
- Дашт
- Чунгбогиш
- Туячи
- Янгизамон
- ГЭС
- Мичурин
- Лугимбек
- Андрей
- Гулистончек
- Яшик
- Еттикашка
- Боз
- Кумарик
- Кугай
- Чувама
- Гуркиров
- Янги хаёт
- Кизилкуприк
- Куйганёр